# Suurisaari (ö i Finland, Södra Savolax, Nyslott, lat 62,25, long 29,06)
Suurisaari är en ö i Finland. Den ligger i sjön Kakonjärvi och i kommunen Nyslott i  landskapet Södra Savolax, i den sydöstra delen av landet, 300 km nordost om huvudstaden Helsingfors. Öns area är 0,9 hektar och dess största längd är 160 meter i sydöst-nordvästlig riktning.